# Uboldo
Uboldo är en ort och kommun i provinsen Varese i regionen Lombardiet i Italien. Kommunen hade 10 656 invånare (2018).